# Павлючик, Леонид Васильевич
Леонид Васильевич Павлючик (род. 20 июня 1954 года, Приморский край) — советский и российский журналист, кинокритик. Член Союза кинематографистов и Союза писателей России. Вице-президент, член правления Гильдии киноведов и кинокритиков. Действительный член Академии кинематографических искусств «Ника». Член Евразийской телеакадемии. Член экспертного совета Национальной премии киноведов, кинокритиков и киножурналистов «Белый слон».

## Биография
Родился 20 июня 1954 года в Приморском крае. В детстве и юности жил, учился в городе Ковель (Волынская область, Украинская ССР). Сотрудничал с местной районной и областными газетами. В 1971 году поступил и в 1976 году закончил факультет журналистики Ленинградского государственного университета. Последующие десять лет посвятил работе в республиканской молодёжной газете «Знамя юности» (Минск).
Два года проработал на киностудии «Беларусьфильм», был членом сценарно-редакционной коллегии и главным редактором объединения художественных фильмов под руководством народного артиста СССР Виктора Турова.
C 1988 по 1991 год — в редакции газеты «Правда» (обозреватель, позднее — заместитель редактора отдела культуры). С 1991 года и на протяжении ряда лет возглавлял отдел культуры общественно-политической газеты «Труд». Ныне — кинообозреватель.
Автор многочисленных статей, рецензий, репортажей, интервью о кино в белорусских и российских СМИ. Автор книг «От исповеди к эпосу. Судьба и фильмы Виктора Турова», «Возвращения на круги своя, или Несколько диалогов с Донатасом Банионисом», буклета «Светлана Суховей».
Был членом профессиональных жюри на фестивалях «Кинотавр» (Сочи), «Окно в Европу» (Выборг), «Мужская роль» (Пенза). Возглавлял жюри Национального фестиваля белорусских фильмов в Бресте (2012 год).
Лауреат премии в области кинокритики Союза кинематографистов СССР (1982 год) за публикации в газете «Знамя юности» и трижды (2008, 2014 и 2019 годы) лауреат премии Гильдии киноведов и кинокритиков СК России за публикации в изданиях «Труд», «Литературная газета» и коллективных сборниках. К 100-летию газеты «Труд» награждён Почётным знаком Союза журналистов России «Честь. Достоинство. Профессионализм».
С 1980-х годов неоднократно принимал участие в съёмках кинофильмов в качестве актёра эпизодических ролей.
Жена: Ирина Павлючик, журналист, издатель.
Сыновья: Родион Павлючик (род. 1975), российский продюсер, учредитель и президент группы компаний «Приор» и Антон Павлючик (род. 1982), режиссёр телевизионного кино.

## Общественная позиция
В марте 2014 года подписал письмо «Мы с вами!» «КиноСоюза» в поддержку Украины.

## Фильмография
- Государственная граница. Мирное лето 21-го года (1980) — эпизод
- Чёрный замок Ольшанский (1983) — эпизод
- Любить по-русски 2 (1996) — тихий заключённый с котёнком[6]
- Любить по-русски 3: Губернатор (1999) — блатной в тюремной камере
- 101-й километр (2001) — эпизод
- Здравствуй, столица! (2003) — сержант на вокзале
- Ребята из нашего города (2003) — эпизод
- Жила-была дверь (2005) — газовщик
- Золото Трои (2005) — Вацлав